# Weiler (Wüstung, Otterberg)
Weiler ist die Wüstung eines mittelalterlichen Dorfes im Bereich der heutigen Stadt Otterberg.

## Geografische Lage
Weiler lag etwa 500 m südwestlich des historischen Kerns von Otterberg, dort wo Aggenbach und Katzenwoogbach in den Otterbach münden, im Bereich des heutigen Kapellenwegs.

## Geschichte
Der Weiler hatte schon eine Kirche, als 1143 das Zisterzienserkloster Otterberg auf der benachbarten, aufgelassenen Otterburg gegründet wurde, wo damals auch eine Pfarrkirche bestand. Um die Otterburg für die Zisterzienser „freizuräumen“ wurden die pfarrkirchlichen Rechte der Kirche auf der Otterburg – die künftig als Klosterkirche diente – auf die Kirche in Weiler übertragen. Sie hatte das Patrozinium des Heiligen Nikolaus. Die Kirche in Weiler blieb auch weiter Gemeindekirche, als die Mönche an der Wende vom 12. zum 13. Jahrhundert in ihren Klosterneubau im Tal umzogen. Die Kirche in Weiler erhielt am Anfang des 14. Jahrhunderts einen Neubau, der 1307 geweiht wurde.
In Weiler bestand eine Grangie (Wirtschaftshof) des Klosters Otterberg.
Nachdem das Dorf wüst gefallen war, verblieb hier die Gallémühle, auch Beutlermühle.